# Screven County
Screven County is een county in de Amerikaanse staat Georgia.
De county heeft een landoppervlakte van 1.679 km² en telt 15.374 inwoners (volkstelling 2000). De hoofdplaats is Sylvania.